# English Gardner
English Gardner (née le 22 avril 1992 à Voorhees Township) est une athlète américaine spécialiste du 100 mètres et du 200 mètres.

## Biographie
English Gardner commence par pratiquer le 400 mètres et le 200 mètres et réalise 53 s 98 à Philadelphie le 16 juillet 2006. Elle commence à pratiquer le 100 mètres à haut niveau en 2007 et réalise 11 s 61 sur 100 m lors d'un meeting en août à Knoxville. Après 2 ans où elle ne réalise pas de bons temps, elle signe son véritable retour à Walnut où elle réalise 11 s 30 le 16 avril ; sélectionnée dans l'équipe de l'université de l'Oregon pour la Pacific Ten Conference, elle s'illustre en remportant la finale avec en 11 s 03 un nouveau record des États-Unis en juniore et la 3e meilleure performance juniore de tous les temps.
En 2013, English Gardner remporte le titre du 100 m des championnats NCAA, à Eugene, en descendant pour la première fois de sa carrière sous les 11 secondes (10 s 96). Lors des championnats des États-Unis disputés en juin 2013 à Des Moines, elle bat son record personnel en demi-finale (10 s 87) avant de rééditer cette performance quelques heures plus tard en finale en s'adjugeant son premier titre national en 10 s 85 (+1,8 m/s), devant Octavious Freeman et Alexandria Anderson. Sélectionnée pour les championnats du monde à Moscou, elle termine au pied du podium du 100 m, derrière Shelly-Ann Fraser-Pryce, Murielle Ahouré et Carmelita Jeter, dans le temps de 10 s 97. En fin de compétition, elle décroche la médaille d'argent du relais 4 × 100 m en compagnie de Jeneba Tarmoh, Alexandria Anderson et Octavious Freeman. L'équipe des États-Unis s'incline devant la Jamaïque.
En mai 2015, lors de la Prefontaine Classic d'Eugene, English Gardner porte son record personnel sur 100 m à 10 s 84. Elle se classe deuxième du 100 m des championnats des États-Unis en 10 s 86, après avoir couru en 10 s 79 en demi-finale. Aux championnats du monde elle est éliminée en demi-finale, mais obtient à nouveau l'argent au relais, comme en 2013.
Elle court en 11 s 04 le 15 mai 2016 lors du meeting de Baie-Mahault en Guadeloupe. Le 3 juillet, Gardner obtient sa qualification pour les Jeux olympiques de Rio en s'imposant aux sélections olympiques américaines en 10 s 74 devant Tianna Bartoletta (10 s 78) et Tori Bowie (10 s 78). Elle devient à cette occasion la 7e meilleure performeuse mondiale de l'histoire, ex-aecquo avec Merlene Ottey. Aux Jeux olympiques de Rio de Janeiro, English Gardner atteint sa première finale individuelle et termine 7e en 10 s 94. Au relais 4 x 100 m, elle décroche le titre olympique avec Tianna Bartoletta, Allyson Felix et Tori Bowie en 41 s 01, second meilleur chrono de l'histoire, devant la Jamaïque (41 s 36) et le Royaume-Uni (41 s 77).
Le 23 août 2018, près d'un après sa blessure subit au Meeting Herculis 2017 à Monaco, Gardner fait son retour sur les pistes à l'occasion du Meeting de Rovereto et s'impose en 11 s 02, son meilleur temps depuis 2016, record du meeting égalé.

## Palmarès

### International
| Date | Compétition               | Lieu           | Résultat | Épreuve   | Temps   |
| ---- | ------------------------- | -------------- | -------- | --------- | ------- |
| 2013 | Championnats du monde     | Moscou         | 4e       | 100 m     | 10 s 97 |
| 2013 | Championnats du monde     | Moscou         | 2e       | 4 × 100 m | 42 s 75 |
| 2015 | Championnats du monde     | Pékin          | 2e       | 4 × 100 m | 41 s 68 |
| 2016 | Jeux olympiques           | Rio de Janeiro | 7e       | 100 m     | 10 s 94 |
| 2016 | Jeux olympiques           | Rio de Janeiro | 1re      | 4 × 100 m | 41 s 01 |
| 2017 | Relais mondiaux de l'IAAF | Nassau         | finale   | 4 x 100 m | DNF     |

### National
- Championnats des États-Unis
  - 100 m : vainqueur en 2013 et en 2016 (sélections olympiques)
- Championnats NCAA :
  - 100 : vainqueur en 2012 et 2013[11].

## Records
| Épreuve   | Temps   | Lieu           | Date           |
| --------- | ------- | -------------- | -------------- |
| 60 m      | 7 s 12  | Nampa          | 10 mars 2012   |
| 100 m     | 10 s 74 | Eugene         | 3 juillet 2016 |
| 200 m     | 22 s 62 | Los Angeles    | 12 mai 2013    |
| 4 x 100 m | 41 s 01 | Rio de Janeiro | 19 août 2016   |